# Sochy (Lublin)
Pour les articles homonymes, voir Sochy.
Sochy (prononciation [ˈsɔxɨ]) est un village de la gmina de Zwierzyniec, du powiat de Zamość, dans la voïvodie de Lublin, situé dans l'est de la Pologne.
Le village compte approximativement une population de 390 habitants.

## Histoire
Au cours de la Seconde Guerre mondiale, en juin 1943, les Allemands assassinent environ 200 civils ((en) massacre de Sochy) au cours de la germanisation de la région, ce qui provoque la révolte de Zamosc. 
L'écrivain polonaise Anna Janko est une fille de l'un des survivants, elle décrit la tragédie dans son livre La Destruction des petits.

## Administration
De 1975 à 1998, le village était attaché administrativement à l'ancienne voïvodie de Zamość.

Depuis 1999, il fait partie de la nouvelle voïvodie de Lublin.